# The Bootleg Series Vol. 12: The Cutting Edge 1965–1966
The Bootleg Series Vol. 12: The Cutting Edge 1965–1966 é um álbum de coletânea musical do cantor e compositor americano Bob Dylan, a décima edição da série The Bootleg Series, lançada pela Legacy Recordings em 6 de novembro de 2015. Compreende gravações de 1965 e 1966 de demos principalmente inéditas e faixas não editadas das sessões de gravação para os álbuns Bringing It All Back Home, Highway 61 Revisited e Blonde on Blonde. Três versões diferentes do conjunto foram lançadas simultaneamente: uma edição Best of de dois discos na embalagem e formato padrão para o resto da série após o primeiro conjunto; uma coletânea de seis discos definida como edição de luxo semelhante em embalagem à sua contraparte do conjunto Bootleg anterior; e uma versão Collector's Edition de 18 discos disponível temporariamente e exclusivamente por encomenda no site oficial de Dylan, que também acompanha nove singles de mono vinil reproduzindo músicas apresentadas pelo músico ao redor do mundo durante essa época. A Collector's Edition é única, pois contempla "... todas as notas gravadas durante as sessões de 1965 a 1966, todas as letras alternativas e alternadas".
| Críticas profissionais | Críticas profissionais |
| Pontuações agregadas   | Pontuações agregadas   |
| Fonte                  | Avaliação              |
| ---------------------- | ---------------------- |
| Metacritic             | 99/100                 |
| Avaliações da crítica  |                        |
| Fonte                  | Avaliação              |
| AllMusic               | [ 3 ]                  |
| American Songwriter    | [ 4 ]                  |
| Billboard              | [ 5 ]                  |
| Drowned in Sound       | 10/10                  |
| Paste                  | 10/10                  |
| Pitchfork Media        | 8.7/10                 |
| PopMatters             | [ 9 ]                  |
| The Telegraph (RU)     | [ 10 ]                 |

## Melhor da lista de faixas
| Disco 1        |                                                    |                                     |         |  |
| N.º            | Título                                             | Versão                              | Duração |  |
| 1.             | "Love Minus Zero/No Limit"                         | Tomada 2, Acústico                  | 3:11    |  |
| 2.             | "I'll Keep It with Mine"                           | Tomada 1, Demo do piano †           | 4:11    |  |
| 3.             | "Bob Dylan's 115th Dream"                          | Tomadas 1 e 2, Solo acústico        | 6:17    |  |
| 4.             | "She Belongs to Me"                                | Tomada 1, Solo acústico             | 2:57    |  |
| 5.             | "Subterranean Homesick Blues"                      | Tomada 1, Tomada alternativa        | 2:38    |  |
| 6.             | "Outlaw Blues"                                     | Tomada 2, Tomada alternativa        | 3:29    |  |
| 7.             | "On the Road Again"                                | Tomada 4, Tomada alternativa        | 2:31    |  |
| 8.             | "Farewell, Angelina"                               | Tomada 1, Solo acústico †           | 5:28    |  |
| 9.             | "If You Gotta Go, Go Now"                          | Tomada 2, Tomada alternativa        | 2:50    |  |
| 10.            | "You Don't Have to Do That"                        | Tomada 1, Solo acústico             | 0:50    |  |
| 11.            | "California"                                       | Tomada 1, Solo acústico             | 3:05    |  |
| 12.            | "Mr. Tambourine Man"                               | Tomada 3 com o the Band, Incompleta | 3:23    |  |
| 13.            | "It Takes a Lot to Laugh, It Takes a Train to Cry" | Tomada 8, Tomada alternativa        | 3:28    |  |
| 14.            | "Like a Rolling Stone" (Versão curta)              | Tomada 5, Ensaio                    | 1:44    |  |
| 15.            | "Like a Rolling Stone"                             | Tomada 11, Tomada alternativa       | 5:56    |  |
| 16.            | "Sitting on a Barbed Wire Fence"                   | Tomada 2                            | 3:58    |  |
| 17.            | "Medicine Sunday"                                  | Tomada 1                            | 1:01    |  |
| 18.            | "Desolation Row"                                   | Tomada 2, Demo de piano             | 2:00    |  |
| 19.            | "Desolation Row"                                   | Tomada 1, Versão alternativa        | 11:15   |  |
| Duração total: | Duração total:                                     | Duração total:                      | 70:12   |  |

| Disco 2        |                                                        |                               |         |  |
| N.º            | Título                                                 | Versão                        | Duração |  |
| 1.             | "Tombstone Blues"                                      | Tomada 1, Tomada alternativa  | 7:30    |  |
| 2.             | "Positively 4th Street"                                | Tomada 5, Tomada alternativa  | 4:24    |  |
| 3.             | "Can You Please Crawl Out Your Window?" (Versão curta) | Tomada 1, Tomada alternativa  | 4:05    |  |
| 4.             | "Just Like Tom Thumb's Blues"                          | Tomada 3, Ensaio              | 5:39    |  |
| 5.             | "Highway 61 Revisited"                                 | Tomada 3, Tomada alternativa  | 3:30    |  |
| 6.             | "Queen Jane Approximately"                             | Tomada 5, Tomada alternativa  | 6:02    |  |
| 7.             | "Visions of Johanna"                                   | Tomada 5, Ensaio              | 7:40    |  |
| 8.             | "She's Your Lover Now"                                 | Tomada 6, Ensaio              | 4:58    |  |
| 9.             | "Lunatic Princess"                                     | Tomada 1                      | 1:20    |  |
| 10.            | "Leopard-Skin Pill-Box Hat"                            | Tomada 8, Tomada alternativa  | 3:26    |  |
| 11.            | "One of Us Must Know (Sooner or Later)"                | Tomada 19, Tomada alternativa | 5:10    |  |
| 12.            | "Stuck Inside of Mobile with the Memphis Blues Again"  | Tomada 13, Tomada alternativa | 4:03    |  |
| 13.            | "Absolutely Sweet Marie"                               | Tomada 1, Tomada alternativa  | 5:01    |  |
| 14.            | "Just like a Woman"                                    | Tomada 4, Tomada alternativa  | 5:19    |  |
| 15.            | "Pledging My Time"                                     | Tomada 1, Tomada alternativa  | 3:22    |  |
| 16.            | "I Want You"                                           | Tomada 4, Tomada alternativa  | 2:51    |  |
| 17.            | "Highway 61 Revisited"                                 | Tomada 7, Inicio falso        | 0:32    |  |
| Duração total: | Duração total:                                         | Duração total:                | 74:52   |  |

## Créditos
- Bob Dylan — voz, guitarra, piano, gaita
- Mike Bloomfield, Al Gorgoni, John Hammond, Jr., Jerry Kennedy, Bruce Langhorne, Charlie McCoy, Wayne Moss, Kenny Rankin, Robbie Robertson — guitarras
- Joe South — guitarra, baixo elétrico
- Paul Griffin— piano, piano elétrico, órgão
- Al Kooper — órgão, piano elétrico, celesta
- Frank Owens — piano, piano elétrico
- Richard Manuel, Hargus "Pig" Robbins — piano
- Garth Hudson — órgão
- John Sebastian — baixo, gaita
- John Boone, Harvey Brooks, Rick Danko, Joseph Macho, Jr., Russ Savakus, Henry Strzelecki — baixo
- Kenny Buttrey, Bobby Gregg, Levon Helm, Sandy Konikoff, Sam Lay — bateria
- Angeline Butler — vocal de apoio em "If You Gotta Go, Go Now"